# Episodi di The Good Place (seconda stagione)
La seconda stagione della serie televisiva The Good Place, composta da 12 episodi, è stata trasmessa in prima visione negli Stati Uniti d'America sul canale NBC, dal 20 settembre 2017 al 1º febbraio 2018.
In Italia viene pubblicata settimanalmente sul sito web a pagamento Infinity TV dal 21 febbraio 2018 e dal 26 aprile 2019 su Netflix. In televisione, va in onda dal 26 aprile 2018 sul canale a pagamento Joi.
| nº | Titolo originale               | Titolo italiano             | Prima TV USA      | Pubblicazione Italia |
| -- | ------------------------------ | --------------------------- | ----------------- | -------------------- |
| 1  | Everything Is Great!           | Va tutto alla grande!       | 20 settembre 2017 | 21 febbraio 2018     |
| 2  | Dance Dance Resolution         | Risoluzione dance dance     | 28 settembre 2017 | 28 febbraio 2018     |
| 3  | Team Cockroach                 | Squadra scarafaggi          | 5 ottobre 2017    | 7 marzo 2018         |
| 4  | Existential Crisis             | Crisi esistenziale          | 12 ottobre 2017   | 14 marzo 2018        |
| 5  | The Trolley Problem            | Il dilemma del tram         | 19 ottobre 2017   | 21 marzo 2018        |
| 6  | Janet and Michael              | Janet e Michael             | 26 ottobre 2017   | 28 marzo 2018        |
| 7  | Derek                          | Derek                       | 2 novembre 2017   | 4 aprile 2018        |
| 8  | Leap To Faith                  | Atto di fede                | 4 gennaio 2018    | 11 aprile 2018       |
| 9  | Best Self                      | La versione migliore di me  | 11 gennaio 2018   | 18 aprile 2018       |
| 10 | Rhonda, Diana, Jake, and Trent | Rhonda, Diana, Jake e Trent | 18 gennaio 2018   | 25 aprile 2018       |
| 11 | The Burrito                    | Il burrito                  | 25 gennaio 2018   | 2 maggio 2018        |
| 12 | Somewhere Else                 | Un posto lontano            | 1º febbraio 2018  | 9 maggio 2018        |

## Va tutto alla grande!
- Titolo originale: Everything Is Great!
- Diretto da: Trent O'Donnell
- Scritto da: Jen Statsky e Joe Mande

### Trama
Dopo che i loro ricordi sono stati cancellati, Eleanor, Chidi, Tahani e Jason ricominciano da capo la loro esistenza nella parte cattiva. Shawn è convinto che il progetto di Michael fallirà, e che Michael verrà "mandato in pensione". Janet consegna a Eleanor il biglietto che aveva scritto per trovare Chidi. Chidi è costretto a scegliere tra due possibili anime gemelle; proprio quando sta per scegliere Angelique, che sembra la persona ideale per lui, Michael stabilisce che Pevita, l'altra donna (con cui Chidi non ha niente in comune), è la sua vera anima gemella. Eleanor riesce a trovare Chidi, ma lui è distratto dalla sua situazione e non è disposta ad aiutarla. Tahani non è soddisfatta né della sua anima gemella, un uomo basso e dai gusti poco raffinati, né della sua casa, piccola e stretta. Michael progetta di far ubriacare Eleanor perché si comporti male alla festa di benvenuto; tuttavia, è Tahani a ubriacarsi e a fare una scenata. La nuova anima gemella di Jason è Luang, un monaco destinato a essere il suo compagno spirituale, che lo segue ovunque e copia ogni cosa che fa, facendolo disperare. Jason inizia a essere attratto da Janet, che è gentile con lui. Vicky, che aveva impersonato "la Vera Eleanor", è frustrata dal suo nuovo ruolo minore di Denise, proprietaria di una pizzeria. Chidi si rende conto che il biglietto di Eleanor viene da uno dei suoi libri, e inizia a sospettare che si siano già incontrati; Eleanor gli confessa di non appartenere alla parte buona. Michael, Janet, Tahani, Jason e le presunte anime gemelle di tutti arrivano a casa di Eleanor. Tahani e Jason esprimono apertamente la propria insoddisfazione; Eleanor capisce che non si trovano nella parte buona e rivela il biglietto. Michael cancella di nuovo i ricordi degli umani e riavvia la parte buona, ma nasconde tutto questo a Shawn, che ha vietato un terzo tentativo.
- Ascolti USA: telespettatori 5.28 milioni[7]

## Risoluzione dance dance
- Titolo originale: Dance Dance Resolution
- Diretto da: Drew Goddard
- Scritto da: Megan Amram

### Trama
Michael riavvia il distretto centinaia di volte, ma Eleanor (e, in un'occasione, Jason) ogni volta ne intuisce la vera natura. Al tentativo numero 802, Eleanor e Chidi vengono a conoscenza di ogni riavvio ascoltando la conversazione di alcuni insoddisfatti lavoratori del distretto (tra cui un demone senza travestimento) che si lamentano della versione della parte cattiva di Michael. Eleanor, Chidi e Janet raggiungono in treno la parte di mezzo; qui Mindy St. Claire rivela che si tratta della sedicesima visita di Eleanor, che con gli altri torna sempre al distretto con un nuovo piano per sconfiggere Michael. Mindy svela anche che Eleanor e Chidi hanno spesso intrapreso una relazione fisica, e che una volta si sono perfino detti "ti amo". Nel distretto, i demoni sono in sciopero; Vicky presenta a Michael tutte le loro richieste individuali, mentre lei vorrebbe prendere il suo posto, e minaccia di raccontare a Shawn tutti i tentativi falliti. Michael riceve consiglio da Jason, che gli racconta un'esperienza vissuta con il suo gruppo di ballo. Quando Eleanor ritorna e lo affronta insieme agli altri umani, Michael chiede loro di allearsi.
- Ascolti USA: telespettatori 4.67 milioni[8]

## Squadra scarafaggi
- Titolo originale: Team Cockroach
- Diretto da: Morgan Sackett
- Scritto da: Dan Schofield

### Trama
Michael cerca di convincere gli umani a partecipare al suo piano, cioè quello di riavviare il distretto ma segretamente lasciare i loro ricordi intatti; se rifiutano, Michael sostiene che prima o poi scopriranno di nuovo l'inganno, Vicky lo smaschererà, gli umani subiranno la tradizionale tortura infernale mentre lui brucerà in eterno. Michael afferma anche di essere in grado di portarli tutti nella vera parte buona. Chidi accetta rapidamente, ammettendo che i suoi studi sull'etica non hanno avuto esito. Jason non comprende a fondo la situazione, ma il papillon di Michael ottiene la sua fiducia. Tahani è ancora convinta di appartenere alla parte buona, ma cede dopo che Michael le racconta come sia morta: è stata schiacciata da una statua raffigurante sua sorella Kamillah che lei stessa stava cercando di tirare giù nel suo narcisismo. Inizialmente Eleanor pianifica di scappare a casa di Mindy, ma acconsente a seguire il piano di Michael quando lui le rivela che Chidi non si è mai rifiutato di aiutarla. Tuttavia aggiunge una condizione: Michael deve partecipare alle lezioni di etica di Chidi. Michael accetta, nonostante consideri gli umani come "scarafaggi", e riavvia di nuovo il distretto, dando a Vicky il ruolo di abitante col punteggio più alto nonché sindaco onorario. Gli umani e Michael si incontrano in segreto, e a loro si unisce Janet, la cui programmazione le impone di far felici gli umani, e quindi aiuterà solo quelli veri.
- Ascolti USA: telespettatori 4.17 milioni[9]

## Crisi esistenziale
- Titolo originale: Existential Crisis
- Diretto da: Beth McCarthy-Miller
- Scritto da: Andrew Law

### Trama
Chidi si rende conto che l'immortalità di Michael gli impedisce di confrontarsi con l'etica umana, e lo fa riflettere sulla possibilità di essere "mandato in pensione", cosa che gli farebbe cessare di esistere. Michael si deprime, ma in seguito sostituisce la sua crisi esistenziale con una tipica crisi di mezza età, che secondo Chidi è meno produttiva da un punto di vista psicologico. Eleanor spiega a Michael che la paura della morte fa parte dell'essere umani; Michael la ringrazia e Chidi decide che le loro lezioni possono continuare. Tahani viene torturata quando la sua festa per il compleanno di Gunnar viene oscurata da un'altra, più stravagante, organizzata da Vicky. Tahani ne soffre molto pur essendo a conoscenza del piano di Vicky, e si rammarica del fatto che bastino dei problemi superficiali a farla stare male. Jason le fa complimenti, e i due vanno a letto insieme; entrambi ne sono contenti, ma mentre Tahani vorrebbe discutere della cosa, Jason non se ne rende conto. Eleanor ricorda esperienze passate riguardanti la morte: quando sua madre le aveva comunicato la morte del suo cane quando era ancora bambina, il funerale di suo padre e una sua crisi di pianto dopo aver visto, in un negozio, un porta-spazzolini formato famiglia.
- Ascolti USA: telespettatori 4.05 milioni[10]

## Il dilemma del tram
- Titolo originale: The Trolley Problem
- Diretto da: Dean Holland
- Scritto da: Josh Siegal & Dylan Morgan

### Trama
Chidi espone al gruppo l'esperimento mentale del "dilemma del tram", ma Michael si scontra con il suo approccio teorico a causa della sua conoscenza pratica del sistema di punteggio nell'aldilà. Con la scusa di voler imparare, Michael sottopone Chidi a realistiche simulazioni del problema del tram e di questioni etiche simili, ma alla fine ammette che lo sta facendo per torturarlo deliberatamente. Chidi lo caccia, e Michael tenta di calmare gli umani con dei regali personalizzati, ma Chidi li considera un atto di corruzione. Quando Michael finalmente si scusa in modo sincero, Chidi gli permette di tornare. Tahani e Jason continuano la loro relazione, ma Tahani insiste che la tengano segreta mentre Jason vorrebbe uscire allo scoperto; Janet diventa dunque la loro consulente sentimentale. Nel corso di un mese, il loro rapporto migliora ma Janet, operando al di fuori della sua programmazione, comincia a subire dei guasti temporanei. Janet informa Michael che il distretto potrebbe collassare a causa della crescente entità dei guasti.
- Ascolti USA: telespettatori 3.92 milioni[11]

## Janet e Michael
- Titolo originale: Janet and Michael
- Diretto da: Dean Holland
- Scritto da: Kate Gersten

### Trama
Prima di iniziare il suo esperimento, Michael aveva rubato Janet da un magazzino e si era dichiarato l'architetto della parte buona; insieme, successivamente, i due hanno costruito insieme il distretto. Adesso, Michael sta cercando di risolvere il problema di Janet. Quando il manuale di Janet suggerisce che le anomalie sono causate dalle bugie, Michael incolpa se stesso per aver mentito riguardo al vero scopo del distretto. Ma, quando si verifica un'anomalia mentre Janet sta parlando con Tahani e Jason riguardo alla loro relazione, lui capisce che il problema sono le menzogne di Janet, dato che lei in realtà non è felice della relazione tra i due. Janet consiglia a Michael di attivare la sua autodistruzione, ma lui inventa scuse e alla fine rifiuta perché Janet è una sua amica. Invece, i due richiedono il consiglio di Eleanor per processare le emozioni umane di Janet. Seguendo le raccomandazioni di Eleanor di trovare una relazione di ripiego, Janet crea un fidanzato chiamato Derek.
- Ascolti USA: telespettatori 3.97 milioni[12]

## Derek
- Titolo originale: Derek
- Diretto da: Jude Weng
- Scritto da: Cord Jefferson

### Trama
Michael teme che l'esistenza di Derek possa esporlo. Michael manda Tahani e Jason in un rifugio privato e consulta i consigli di Eleanor e Chidi. Nel frattempo, la relazione tra Janet e Derek si deteriora. Dopo che Jason e Tahani chiedono a Janet di sposarli, Chidi osserva che l'azione più etica da fare è quella di informare la coppia del problema di Janet, nonostante il doppio effetto che Janet possa eliminare Derek. Quindi, Eleanor decide di farlo e, come amica di Janet, si offre di aiutarla per le sue emozioni. Janet, poi, disattiva Derek. Eleanor, avendo visto segretamente e ripetutamente la cassetta di Mindy di sé stessa e di Chidi, decide di mostrarla a lui; lui ammette che non la ama e lei dichiara di sentire la stessa cosa. Intanto, Shawn arriva nell'ufficio di Michael.
- Ascolti USA: telespettatori 3.06 milioni[13]

## Atto di fede
- Titolo originale: Leap To Faith
- Diretto da: Linda Mendoza
- Scritto da: Christopher Encell

### Trama
Shawn si congratula con Michael; i rapporti falsificati di Michael hanno fatto guadagnare ad entrambi delle promozioni e il nuovo piano di tortura sarà ampiamente introdotto. Michael "rivela" ad Eleanor, Chidi, Jason e Tahani che sono nella parte cattiva e annuncia che i demoni distruggeranno il distretto mentre gli umani saranno rimandati alla tradizionale tortura il giorno seguente. I quattro considerano di smascherare Michael a Shawn o andare alla casa di Mindy St. Clair, ma Eleanor realizza che Michael ha menzionato Kierkegaard come segnale per loro per prendere un atto di fede con lui. Janet recupera Derek così che lui possa condurre un treno utilizzato come diversivo mentre gli umani si nascondono sotto il treno che i demoni intendono usare per andarsene dal distretto. Poi, Michael incastra Vicky dell'apparente fuga degli umani. Dopo che i demoni se ne vanno, Michael, Janet e gli umani vengono lasciati soli, al sicuro nel distretto.
- Ascolti USA: telespettatori 3.08 milioni[14]

## La versione migliore di me
- Titolo originale: Best Self
- Diretto da: Julie Anne Robinson
- Scritto da: Tyler Straessle

### Trama
Michael dice agli umani che andranno nella parte buona utilizzando una mongolfiera che li sfida a provare che sono la migliore versione di loro stessi. Tuttavia, non riescono a dimostrarlo e Michael ammette che sta temporeggiando perché non ha idea di come entrare nella parte buona, nonostante abbia pensato a miliardi di opzioni. Quindi, il gruppo decide di tenere una festa. Tahani termina la sua relazione con Jason. Eleanor ammette che prova sentimenti per Chidi, che descrive il suo problema di processare i suoi sentimenti e desidera che lui ed Eleanor si fossero incontrati in circostanze normali. Tahani, poi, suggerisce di chiedere di parlare con un direttore, ma Michael dice che il Giudice raramente ascolta casi e che può essere raggiunto solo attraverso la parte cattiva. Eleanor suggerisce di provare e concordano tutti. Janet, con il treno, conduce tutti nella parte cattiva, mentre il distretto si disintegra.
- Ascolti USA: telespettatori 3.11 milioni[15]

## Rhonda, Diana, Jake e Trent
- Titolo originale: Rhonda, Diana, Jake, and Trent
- Diretto da: Alan Yang
- Scritto da: Jen Statsky e Dan Schofield

### Trama
Dentro la centrale del posto cattivo, Michael cerca di procurarsi badge speciali che consentono di usare il portale del Giudice. Gli umani si impersonano demoni, mentre Janet impersona una Janet Cattiva. Chidi è riluttante nel mentire finché Eleanor lo convince che il particolarismo morale lo permette. Shawn, intanto, scopre che i quattro umani non si trovano da Mindy St. Clair e Michael ruba rapidamente dei badge, per poi unirsi agli umani. I cinque riescono a fuggire senza Janet dopo che Jason blocca l'inseguimento di Shawn con una bomba molotov. Michael manda Tahani, Jason e Chidi attraverso il portale prima di scoprire che gli manca un badge. Quindi, decide di sacrificarsi e dare il suo ad Eleanor e poi la spinge attraverso il portale, mentre Shawn lo raggiunge.
- Ascolti USA: telespettatori 3.00 milioni[16]

## Il burrito
- Titolo originale: The Burrito
- Diretto da: Dean Holland
- Scritto da: Megan Amram e Joe Mande

### Trama
Michael confessa le sue bugie a Shawn, che decide di imprigionarlo. La Janet cattiva che assiste Shawn si rivela essere la Janet di Michael; Janet, poi, stordisce Shawn. I quattro umani arrivano nell'ufficio del Giudice. Il Giudice, Gen, acconsente di ascoltarli e dice loro che devono essere sottoposti a test separati riguardanti la loro crescita personale. Jason fallisce il test di autocontrollo mentre Tahani fallisce quando, ordinata di ignorare quello che gli altri pensano di lei, confronta in modo maturo i suoi genitori. Ad Eleanor e Chidi viene detto che hanno superato il test mentre gli altri hanno fallito; dopo che Chidi le dice che è etico per loro andare nella parte buona senza Tahani e Jason, lei capisce che quello in realtà non è davvero Chidi. Gen, quindi, si congratula con lei. Il vero Chidi fallisce un test di decisione. Gen dice ai quattro che hanno fallito. Però, prima che possa mandarli nella parte cattiva, arrivano improvvisamente Janet e Michael.
- Ascolti USA: telespettatori 3.65 milioni[17]

## Un posto lontano
- Titolo originale: Somewhere Else
- Diretto da: Michael Schur
- Scritto da: Michael Schur

### Trama
Michael ritiene che l'auto miglioramento post mortem degli umani, che gli esseri immortali ritengono impossible, significhi che il sistema dell'aldilà è corrotto. Janet dice a Jason che lo ama, inspirando Chidi a baciare Eleanor. Gen offre di mettere i quattro umani nei loro separati posti medi, ma Eleanor rifiuta l'offerta. Allora, Michael e il Giudice decidono di cancellare nuovamente i ricordi dei quattro e Michael torna indietro nel tempo; in una nuova linea temporale, Eleanor viene salvata dall'incidente che l'avrebbe uccisa. Michael e Janet monitorano il comportamento dei quattro umani. Eleanor decide di cambiare; molla il suo lavoro immorale per essere un'ambientalista e prova ad essere etica. Dopo sei mesi, Eleanor perde entusiasmo per l'ambientalismo e quindi ritorna alla sua vecchia vita. Michael, eludendo l'avviso di Gen, appare da Eleanor come barista e domanda la sua moralità. Questo porta la ragazza a guardare la lezione online di Chidi di tre ore, che la entusiasma. Alla fine, Eleanor parte per l'Australia per incontrare Chidi.
- Ascolti USA: telespettatori 3.19 milioni[18]